# Pierken Jordain
Pierken Jordain (werkzaam omstreeks 1550) was een componist uit de Franco-Vlaamse School van polyfonisten.

## Leven en werk
Pierken was mogelijk een studiegenoot van Jacob Baethen uit Leuven. Een aantal jaren nadat Jacob Baethen zich als drukker in Maastricht had gevestigd, gaf hij daar in 1554 een bloemlezing uit van Nederlandse liederen, Dat ierste boeck vanden nieuwe Duijtsche liedekens (waarvan geen exemplaar volledig is bewaard, de sopraanpartij ontbreekt). Eén vierstemmig lied van Jordain is in deze bundel opgenomen:
- O troost confoort nae u staet alle mijn verlangen

Dit lied is een strofe van het lied, Tribulatie ende verdriet/Wat moet mijn herte dat tekstueel volledig bewaard is gebleven in het zogenaamde Antwerps Liedboek (eigenlijk Een schoon liedekens boeck inden welcken ghij vinden sult veelderhande liedekens, oude ende nijeuwe, om droefheijt ende melancolie te verdrijven [...], waarvan het enige bewaard gebleven exemplaar - daaraan is de inquisitie niet vreemd - behoort tot wat waarschijnlijk een herdruk is uit 1544).